# Diecezja Techiman
Diecezja Techiman  – diecezja rzymskokatolicka w Ghanie. Powstała w 2007.

## Biskupi diecezjalni
- Bp Dominic Nyarko Yeboah (od 2007 )